# Hôtel Wenz
L' Hôtel Wenz est un hôtel particulier, situé au no 10 de la rue piper à Reims. Cet  hôtel particulier  a été construit pour le négociant en laines Alfred Wenz (1872-1947).

## Histoire
L'Hôtel Wenz est un hôtel particulier, situé au no 10 de la rue piper à Reims. Cet  hôtel particulier  a été construit pour le négociant en laines Alfred Wenz (1872-1947).
La maison fut ensuite occupée par un industriel du nom de Faillant, en 1925 et 1929, puis par Jacques Warnier (1901-1966). Électricité de France, vers 1960, sera propriétaire des lieux. Aujourd’hui, l’Hôtel Wenz est occupé par Epsilon concept communication, une agence de conseil en publicité et communication.

## Architecture
L’ancien hôtel Wenz est construit en pierres et en briques jaunes. Dans les années 1960, un bâtiment en brique rouge sera ajouté. Cette riche demeure comporte de nombreuses boiseries de hauteur et un escalier d’honneur en chêne se prolongeant jusqu’au sous-sol pour donner accès à un merveilleux petit théâtre. Ce dernier, orné de boiseries et de colonnes en chêne sculptées, est éclairé par deux grandes fenêtres grillées de fer forgé prenant jour sur une cour anglaise. La trappe du souffleur y serait toujours existante.